# Bolhrad
Bolhrad (tiếng Ukraina: Болград) là một thành phố của Ukraina. Thành phố này thuộc tỉnh Odessa. Thành phố này có diện tích ? km², dân số theo điều tra dân số năm 2001 là 17.353 người.